# Gjerdrum község
Gjerdrum község egy község Norvégia Akershus megyéjében, a Romerike régió része.

## Általános információk
Gjerdrum községet 1838. január 1-jén alapították (lásd formannskapsdistrikt).
Gjerdrum Nannestad, Nittedal, Ullensaker, Skedsmo és Sørum községekkel határos. Adminisztratív központja Ask.

### Név
A község (eredetileg a plébánia) az öreg Gjerdrum farm nevét viseli (óészaki nyelven: Gerðarvin). Az első tag a Gerð folyó nevének birtokos alakja. A második tag a vin, amelynek jelentése rét, legelő. A folyó neve a garðr szóból ered, amelynek jelentése kerítés.

### Címer
A község címerét 1993-ban fogadták el és a tradicionális norvég kerítéstípust ábrázolja.

## Sport
A helyi sportklub a Gjerdrum IL.